# Martin Holík (lední hokejista)
Martin Holík (* 28. května 1999 Hodonín) je bývalý český lední hokejista hrající na postu brankáře.

## Život
S ledním hokejem začínal ve svém rodném městě, v tamním klubu SHKM Baník Hodonín. Od sezóny 2014/2015 působil v mládežnickém výběru celku HCM Warrior Brno, ale hned od dalšího ročníku nastupoval dva roky za výběr do šestnácti a posléze i dvaceti let brněnské Komety. Ve svém druhém roce se mu povedlo s Kometou vyhrát titul juniorského mistra republiky. Během sezóny 2018/2019 patřil do kádru znojemských juniorů a dalších 31 utkání odehrál na hostování za muže HC Lední Medvědi Pelhřimov. Hostoval v této sezóně rovněž v hodonínském klubu, kde s hokejem začínal, ale do soutěžního utkání nezasáhl. Zážitky, které během pelhřimovského působení prožil, zvažoval někdy v budoucnu zachytit do knihy. Ročník 2019/2020 strávil celý BK Havlíčkův Brod, kam před sezónou přestoupil, a stal se zde brankářskou jedničkou. Jeho počínání v brankovišti navíc ocenili trenéři a manažeři klubů hrajících druhou ligu ve skupině Východ, kam havlíčkobrodský klub patří, a vyhlásili Holíka třetím nejlepším juniorským brankářem této skupiny, když vítězem se stal Petr Hromada z Kopřivnice, jehož na druhé pozici následoval Matyáš Daňa z Opavy.
Po konci sezóny opět měnil své působiště a přestoupil do kádru přerovských Zubrů, odkud byl zapůjčen na hostování do Zlína, nicméně do soutěžního utkání zde nezasáhl. Když ročník skončil, přestoupil Holík do Šumperka k místním Drakům, za kterých pět utkání odehrál v rámci hostování za Kopřivnici. Ještě v průběhu sezóny 2021/2022 přestoupil do pražské Slavie, jež se tímto způsobem snažila vyřešit dlouhodobé zranění Romana Málka.
V sezóně 2022/2023 se vrátil do mateřského klubu SHKM Baník Hodonín, za který odehrál 7 zápasů. V průběhu sezóny se ale v klubu ukončil své působení a následně i aktivní hráčskou kariéru. Aktuálně působí v klubu jako trenér brankářů mládeže a mužů.